# ピリピノ・スター・ンガヨン
『ピリピノ・スター・ンガヨン』（Pilipino Star Ngayon、自社表記では、Pilipino Star NGAYON）は、旧称を『アング・ピリピノ・ンガヨン』(Ang Pilipino Ngayon) という、フィリピン有数の、全国に流通するタブロイド判の日刊新聞。この新聞は、フィリピンの国語であるフィリピン語で書かれ、刊行されている。タブロイド紙であるこの新聞は、 フィルスター・デイリー社 (PhilStar Daily, Inc.) が、その子会社であるピリピノ・スター・ンガヨン社 (Pilipino Star NGAYON, Inc.) を通して所有、運営している。

## 歴史
『ピリピノ・スター・ンガヨン』は、姉妹紙である『ザ・フィリピン・スター (The Philippine Star)』と同じく、独裁者であったフェルディナンド・マルコスを大統領の座から引きずり下ろしコラソン・アキノを大統領に押し上げたピープルパワー革命（エドゥサ革命）の数か月後に、創刊された。ジャーナリストで新聞発行人でもあるベティ・ゴ＝ベルモンテは、イエズス会所属のホセ・C・ブランコ神父 (Fr. Jose C. Blanco, SJ)、カトリック教会系の民間団体である活動的非暴力センター (Center for Active Non-violence) のテス・ラミロ (Tess Ramiro) が、革命の数週間後に会談し、大衆が読むことができる、フィリピン語による安価なタブロイド新聞の創刊を話し合った。ベルモンテは、この新聞が、当時のフィリピンの大多数のタブロイド紙にありがちだったわいせつな内容を排し、信頼できるニュースや情報と、知的な評論と家族向けの内容を提供することで、読者たちの「導きの星 (guiding star)」となることを構想した。
1986年3月17日、このタブロイド紙の創刊号が『アング・ピリピノ・ンガヨン』という紙名で発刊されたが、後に1990年代はじめになってから、姉妹紙『ザ・フィリピン・スター』に倣って、『ピリピノ・スター・ンガヨン』と改題した。この新聞は、フィリピン国内における低所得層、つまり大衆 (masa) たる読者たちを主たる対象として、彼らに知的ニュースや評論を、適切な提示の仕方で提供しており、標語として「Diyaryong Disente ng Masang Intelihente（大衆情報に適切な新聞）」を掲げた。
1994年に、発行人であったベティ・ゴ＝ベルモンテが死去し、彼女の息子であるミゲル (Miguel) が、新聞の社長となった。2015年、このタブロイドは、姉妹紙『ザ・フィリピン・スター』などとともに、実業家マニー・V・パンギリナンが率いるメディアクエスト・ホールディングスによって買収された。同社は、新聞の株式の51パーセントを取得する一方、ベルモンテ家は株式の21パーセントと、新聞の経営、編集権を引き続き所有することとなった。

### 技術革新
『ピリピノ・スター・ンガヨン』は、フィリピンのタブロイド新聞界における技術革新を先導した。国内のタブロイド紙として、最初に全面カラー印刷を実施し、また最初にインターネット上で発信をおこなった。

### 受賞
2013年と2014年に、『ピリピノ・スター・ンガヨン』は、批評家、学者、歴史家、各大学の教授などから成る賞の授与機関である「たいまつ賞 (Gawad Tanglaw (Gawad Tagapuring mga Akademisyan ng Aninong Gumagalaw))」によって「今年の新聞 (Newspaper of the Year)」に選ばれた。

## コラムニスト
- Al Pedroche
- Dennis Antenor, Jr.
- Jarius Bondoc
- Wilson Lee Flores
- Ben Tulfo
- Korina Sanchez
- Atty. Jose C. Sison
- Deo Macalma
- Butch Quejada
- Dr. Tranquilino Elicaño, Jr.
- Dr. Willie Ong
- Ramon M. Bernardo
- Bening Batuigas
- Mer Layson